# Nerw pośredni

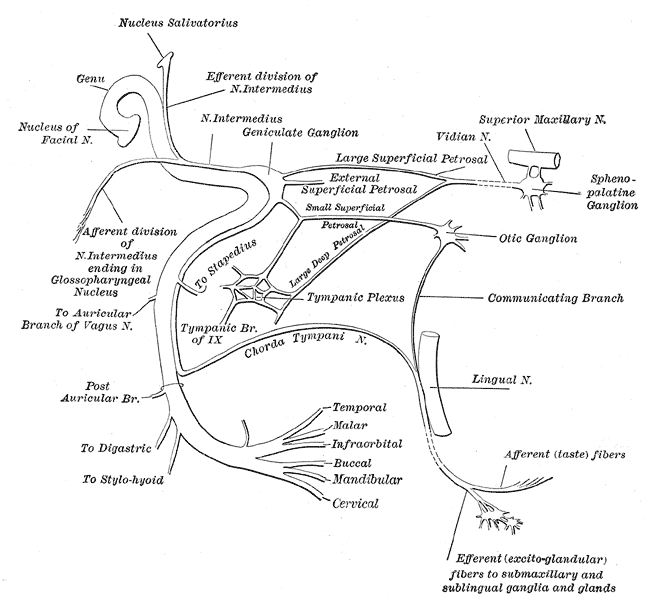
Schemat gałęzi i zespoleń nerwu twarzowego, nerw pośredni podpisany jako N. intermedius

Nerw pośredni, nerw Wrisberga (łac. nervus intermedius, nervus Wrisberg) – w anatomii człowieka część nerwu twarzowego zawierająca włókna czuciowe, smakowe i przywspółczulne. Po opuszczeniu pnia mózgu układa się pomiędzy częścią ruchową nerwu twarzowego (właściwym nerwem twarzowym) a nerwem przedsionkowym. Po wejściu do kanału nerwu twarzowego łączy się z częścią ruchową nerwu twarzowego w zwoju kolanka. 
Włókna przywspółczulne biorą początek w jądrze ślinowym górnym. Przechodzą przez zwój kolanka nie ulegając przełączeniu. Część przedzwojowych włókien przywspółczulnych wchodzi w skład nerwu skalistego większego dochodząc wraz z nim do zwoju skrzydłowo-podniebiennego, w którym ulegają przełączeniu. Włókna zazwojowe wysyłają aksony unerwiające wydzielniczo gruczoł łzowy.
Pozostała część przedzwojowych włókien przywspółczulnych biegnie wraz z ruchową częścią nerwu twarzowego w jego kanale, aby wejść w skład struny bębenkowej. Po wyjściu z czaszki w szczelinie skalisto-bębenkowej dochodzi do nerwu językowego, aby następnie przełączyć się w zwoju podżuchwowym. Włókna zazwojowe unerwiają wydzielniczo śliniankę podżuchwową i śliniankę podjęzykową.
Włókna smakowe docierają do górnej części jądra samotnego. 
Nazwa eponimiczna upamiętnia niemieckiego lekarza i anatoma Heinricha Augusta Wrisberga.